# زنجبيل (جنس)
الزنجبيل  جنس نباتي يتبع الفصيلة الزنجبيلية من أحاديات الفلقة. يضم عدة أنواع معظمها نباتات طبية أو تستخدم للتوابل.

## من أنواعه
- الزنجبيل الأرجواني (باللاتينية: Zingiber purpureum).
- الزنجبيل الطبي (باللاتينية: Zingiber officinale).
- الزنجبيل الماليزي (باللاتينية: Zingiber malaysianum).
- زرنباد (باللاتينية: Zingiber zerumbet)